# Палма среће
Chamaedorea elegans, или палма среће, је врста мале палме која потиче из кишних шума у јужног Мексику и Гватемале. Палма среће је једна од најпродаванијих палми кућних биљака на свету. То је једна од неколико врста са листовима који се беру као кате .
Ова биљка је добила награду Краљевског хортикултурног друштва за баштенске заслуге.

## Опис
Дрвенаста, ризоматозна биљка са витким зеленим деблом, налази се у тропским областима и нарасте до 2—3 m (6 ft 7 in—9 ft 10 in) висок (ретко до 4—5 m (13—16 ft) . Има12 cm (4 3⁄4 in)  - дуга прстенаста стигма, избушени листови у облику полумесеца, усправни пупољци и флексибилне цевасте стабљике без бодљи са углавном перастим лишћем. Круна носи 3-10 дуголисних перастих листова (више када је зрело). Изванредна карактеристика ове врсте је рано доба почетка цветања, при чему неке биљке цветају до висине од само 30 cm (12 in) .
Мали, светложути, жути или наранџасто-црвени мирисни цветови појављују се на неправилно разгранатим петељкама које расту испод или између листа. Излазе из дебла као бочни пупољци и отварају се у облику гроздова малих куглица без латица. Оне имају извесну сличност са онима мимозе. Повремено се после цветања развијају бобице величине грашка, пречника 6 мм, тамне, сакупљене у метличасте цвасти.

## Култивација
Често се узгаја у умереним регионима као кућна биљка и у баштама на југоистоку Сједињених Држава, где расте до 2 m (6 ft 7 in) висок са веома спорим растом. Најчешће се сади и продаје у серијама од 5-30 садница. Временом, неколико биљака у емергентном стању почиње да доминира јер слабије/мање саднице бивају истиснуте због светлости и на крају умиру, остављајући у року од неколико година од куповине неколико преживелих који развијају стабљике и могу да живе деценијама у саксији. Толерише низак ниво влажности и светлости, иако преферира средњу до високу влажност и јарко индиректно светло. Chamaedorea elegans не подноси мраз и мора се држати у затвореном зими у нетропској клими.
Ужива у лаганој саксији, доброј влажности и умереном осветљењу без директне сунчеве светлости, али прихвата извесну сувоћу, високу влажност или смањено осветљење. Зими је пожељно да температура просторије у којој се налази не прелази12—14 °C (53 1⁄2—57 °F) . Биљка је била успешна у викторијанско доба јер је преживела у мрачним и често негрејаним британским кућама тог времена, као и у стакленицима који су коришћени за гајење и култивацију егзотичних биљака, што је била модна пракса у то време.
Размножавање се врши само сетвом .
У свом природном окружењу у кишној шуми, салонска палма често расте у конкуренцији са виновом лозом. Понекад се може видети како расте дуж зидова стена, што може пружити подршку. Због танке стабљике, у природи палма понекад пада током невремена ако се узгаја на отвореном. Ризоматски корен може поново да се укорењен са отпалог положаја у зрелим биљкама, ако има наметнуте корене.
У саксији, резидба се може обавити са зрелим биљкама само одоздо (одсецање врха је погубно) и само ако су на располагању случајни корени. Како на стабљици расте додатни корен, дно стабљике се може одсећи и биљка поново укоренити из корена више на стабљици.

## Сорте
Верује се да постоје најмање две природне подврсте Chamedorea elegans: једна има тању стабљику и тежи да расте на нижим надморским висинама, док планинска сорта има дебљу стабљику. Постоји и неколико сорти са карактеристичним карактеристикама, као што је сорта "тамног листа".  Они су ретки и велика већина која се продаје у продавницама је стандардно светло зелена.

## Дистрибуција
У дивљини се налази у Белизеу, Мексичком заливу и Мексику у државама Чијапас, Кампече, Гереро, Идалго, Оахака, Пуебла, Кинтана Ро, Сан Луис Потоси, Табаско, Веракруз и Јукатан.
У Гватемали се налази у Хуеуетенангу, Алта Верапаз и Департману Петен .

## Галерија
- Ботаничка илустрација
- Незрели плодови
- Као собна биљка
- Зрело лишће биљке
- Примерак у зоолошком и ботаничком врту Хонг Конга